# Christine Dulac
Pour les articles homonymes, voir Dulac.
Christine Dulac, désormais Christine Dulac-Rougerie, née le 27 janvier 1952 à Marseille est une ancienne joueuse de basket-ball et femme politique française.

## Biographie
Elle fait partie des demoiselles de Clermont qui ont fait la gloire du basket-ball français dans les années 1970.
Elle est aussi la femme de Jacques Rougerie et la mère d'Aurélien Rougerie, tous les deux joueurs de rugby à XV à l'ASM Clermont Auvergne.
Elle est 6e adjoint à la mairie de Clermont-Ferrand, chargée en Sports, Loisirs de plein-air et centres de vacances entre 2008 et 2014 lors du mandat de Serge Godard. Lors de l'élection municipale de mars 2014, elle est deuxième sur la liste d'union de la gauche menée par Olivier Bianchi. Après la victoire de cette liste, elle devient deuxième adjointe de Clermont-Ferrand chargée des Sports, grands événements et promotion de la ville.
En 2020, à la suite de la réélection d'Olivier Bianchi, elle devient première adjointe au maire de Clermont-Ferrand chargé de l'image et l'attractivité du territoire, du tourisme, des sports, des grands événements et de la coordination générale des politiques publiques. Elle n'appartient à aucun parti politique, elle est issue de la société civile.

## Club
- Clermont UC

## Palmarès
- Championnat du monde
  - 6e du Championnat du monde 1971
- Championnat d’Europe
  - 4e du Championnat d’Europe 1976
  - 4e du Championnat d’Europe 1972
  -  Médaille d'argent au Championnat d'Europe 1968
- Compétitions de jeunes
  - 9e du Championnat d'Europe junior 1967

## Sélections
107 sélections en équipe de France